# Culex douglasi
Culex douglasi är en tvåvingeart som beskrevs av Nikolas Vladimir Dobrotworsky 1956. Culex douglasi ingår i släktet Culex och familjen stickmyggor. Inga underarter finns listade i Catalogue of Life.